# Le Bouclier du crime
Le Bouclier du crime (Shield for Murder) est un film américain réalisé par Edmond O'Brien et Howard W. Koch, sorti en 1954

## Synopsis
Le lieutenant Barney Nolan, un vétéran de la police, en a assez du monde. Il a peut-être été un bon détective autrefois, mais il est devenu corrompu et vicieux. Dans une ruelle isolée tard dans la nuit, il tire mortellement sur un bookmaker dans le dos et vole ses 25 000 $. Barney affirme alors qu'il a été forcé de tuer l'homme parce qu'il a tenté d'échapper à la garde à vue. Le sergent Mark Brewster, son ami et protégé, le croit, tout comme le capitaine des détectives, le capitaine Gunnarson. Cependant, le journaliste Cabot soupçonne le contraire, car il y a eu des rumeurs sur les activités illicites de Barney depuis un certain temps. Barney emmène sa petite amie, Patty Winters, visiter une nouvelle maison à vendre, dans laquelle il suggère qu'ils pourraient tous les deux mener une vie heureuse. Il s'éclipse pour cacher l'argent à l'extérieur, derrière la maison. Quand il revient, les deux ont un moment romantique; il est insinué qu'il a demandé à Patty de l'épouser et, à travers une conversation ultérieure avec Mark, il est clair qu'elle a dit oui. Packy Reed, le patron du mort, envoie les détectives privés Fat Michaels et Laddie O'Neil pour dire à Barney qu'il veut le voir. Après le départ de Barney pour la réunion, les deux hommes accostent Patty. Packy donne à Barney une chance de rendre l'argent, mais Barney ne coopère pas.
Le sourd-muet Ernst Sternmuller a été témoin du meurtre du bookmaker. Il se rend au poste de police avec une note expliquant ce qu'il a vu, mais la remet à Barney, qu'il ne reconnaît pas comme le tueur. Barney se rend plus tard à l'appartement de l'homme pour essayer d'acheter son silence. Sternmuller reconnaît les vêtements de Barney et se rend compte qu'il est le tueur. Il refuse de prendre de l'argent pour se taire. Barney pousse furieusement le vieil homme, qui tombe, se frappe la tête et meurt. Barney met en scène les choses pour que cela ressemble à un accident. Il ignore que Sternmuller avait écrit un récit complet du meurtre. Mark, enquêtant sur la mort, trouve ce récit. Pendant ce temps, Barney boit et repousse une Beth blonde coquette au bar. Il tente à plusieurs reprises de joindre Patty au téléphone et, quand il le fait enfin, elle révèle que Michaels et O'Neil l'avaient approchée de manière menaçante. Fou de rage, il téléphone aux deux hommes pour organiser un rendez-vous, soi-disant pour leur remettre l'argent qu'il a volé. Quand ils arrivent, son pistolet les fouette tous les deux jusqu'à l'inconscience, tandis que tout le monde dans le bar réagit de manière hystérique. Barney rentre chez lui, où il découvre que Mark attend pour l'arrêter. Les deux hommes se débattent et Barney prend le dessus. Il assomme Mark, après avoir momentanément envisagé de lui tirer une balle dans la nuque. Il se rend chez Patty et la persuade de faire ses valises pour commencer sa nouvelle vie avec lui. Il lui dit que Packy essaie de le piéger et pendant un moment, elle le croit. Mais quand il mentionne par erreur l'argent dont il dispose, Patty réalise que ce que Mark lui a suggéré à propos de Barney est vrai. Ils se disputent et il la gifle et s'en va.
Mark, ayant repris conscience, apporte le bloc-notes avec le récit de Sturnmuller à son patron, Gunnarson, qui lance une chasse à l'homme. Barney entend cela sur la radio de sa voiture de police. Il récupère son ancien uniforme de patrouilleur et se cache. Grâce à une connaissance louche, il s'arrange pour fuir à Buenos Aires, mais quand il va chercher le billet dans une piscine bondée, il découvre qu'il a été piégé - un Michaels bandé est là. Barney lui-même avait tenté une escroquerie, "l'argent qu'il avait remis en paiement des documents d'évasion sont des coupures de journaux. Lui et Michaels tirent dessus, tandis que des nageurs paniqués plongent pour se mettre à l'abri. Barney parvient à tuer l'autre homme, puis se dirige vers la nouvelle maison pour récupérer l'argent qu'il a caché. À ce moment-là, Mark a compris que Barney y avait caché les 25 000 $. La police converge vers la maison lorsque Barney arrive. Il tire avec eux et parvient à déterrer l'argent, mais comme il sort de la cour, il est confronté à plusieurs policiers, il leur tire dessus et ils l'abattent.

## Fiche technique
- Titre : Le Bouclier du crime
- Titre original : Shield for Murder
- Réalisateurs : Edmond O'Brien, Howard W. Koch
- Scénario : Richard Alan Simmons, John C. Higgins d'après le roman de William P. McGivern La Planque (Shield for Murder)
- Musique : Paul Dunlap
- Directeur de la photographie : Gordon Avil
- Producteur : Aubrey Schenck
- Société de production : Camden Productions Inc.
- Durée : 82 minutes
- Film en noir et blanc
- Genre : Film policier, film noir, drame
- Date de sortie :
  -  États-Unis 27 août 1954
  -  Belgique 4 février 1955
  -  France 2 mars 1955
  -  Espagne 21 mars 1955
  -  Suède 13 juin 1955
  -  Allemagne de l'Ouest 30 décembre 1955
  -  Autriche	1956
  -  Portugal 20 juillet 1956

## Distribution
- Edmond O'Brien : Détective Barney Nolan
- Marla English : Patty Winters
- John Agar : Détective Mark Brewster
- Emile Meyer : Capitaine Gunnarson
- Carolyn Jones : Fille au bar
- Claude Akins : Fat Michaels
- Lawrence Ryle : Laddie O'Neil
- Herbert Butterfield : Reporter
- Hugh Sanders : Packy Reed
- William Schallert : Assistant District Attornay